# Gaspar Francisco Quintana Jorquera
Gaspar Quintana Jorquera CMF (Santiago do Chile, 5 de outubro de 1936) é um clérigo chileno e bispo católico romano emérito de Copiapó.
Gaspar Quintana Jorquera ingressou na ordem religiosa claretiana e foi ordenado sacerdote em 22 de março de 1964.
O Papa João Paulo II o nomeou Bispo de Copiapó em 26 de maio de 2001. O Arcebispo de Santiago do Chile, cardeal Francisco Javier Errázuriz Ossa, ordenou-o bispo em 1º de julho do mesmo ano; Os co-consagradores foram Manuel Gerardo Donoso Donoso SSCC, Arcebispo de La Serena, e Fernando Ariztía Ruiz, ex-Bispo de Copiapó.
O Papa Francisco aceitou sua renúncia por idade em 25 de julho de 2014.